# Mount Morris (New York)
Mount Morris è un comune degli Stati Uniti d'America, situato nello stato di New York, nella contea di Livingston.